# Іверська ікона
Іверська ікона Пресвятої Богородиці, або Вратарниця, або Привратница (грец. Πορταΐτισσα — Портаітісса) — православна ікона Діви Марії з Немовлям, шанується як чудотворна, належить до іконописного типу Одигітрія. Оригінал знаходиться в Іверському монастирі на Афоні, в Греції.
Сучасні дослідники датують Іверську ікону так: професор Афінського університету Панайотіс Вокотопулос (грец. Παναγιώτης Βοκοτόπουλος) — перша половина XI століття, професор історії мистецтв університету Інсбрука Томас Штеппан (нім. Thomas Steppan) — початок XII століття; академік Никодим Кондаков — XII століття.

## Історії про появу ікони
Збереглися грецькі Сказання не старші XVI століття, Слов'янські Сказання зафіксовані письмово не раніше XV століття. Існують різні версії походження ікони, які за змістом корінним чином відрізняються одна від однієї.
За однією з версій — IX столітті, під час царювання імператора Феофіла з метою врятувати ікону від іконоборців образ був опущений у море жінкою, яка жила біля міста Нікея. Через два століття ченці грузинського Іверського монастиря на Афоні побачили в морі ікону, підтримувану вогненним стовпом. Преподобний Гавриїл Святогорець, одержавши уві сні вказівку від Богородиці, пішки пішов по воді і приніс ікону в кафолікон, але вранці вона була виявлена над воротами обителі. Переказ повідомляє, що так повторилося декілька разів, тому ікону залишили біля воріт і назвали Вратарницею або Привратницею, а від імені обителі — Іверський монастир — вона отримала найменування Іверська. Спочатку ікона знаходилася зовні, в кіоті безпосередньо над входом, однак пізніше було побудовано спеціальний невеликий храм всередині монастиря, ліворуч від воріт, в якому вона перебуває сьогодні.
У XVI столітті ікона була прикрашена срібним чеканним окладом роботи грузинських майстрів. Оклад залишає відкритим тільки лики Богородиці і Богонемовля.

## Церкви та монастирі на честь ікони
В Україні зведені храми на честь Іверської ікони Богородиці, наприклад, у Білому Колодязі на Харківщині та місті Дніпро. У 1999 році на в'їзді до монастиря Глинська пустинь на Сумщині було освячено новозбудований надбрамний храм в ім'я ікони Іверської Божої Матері.
На честь Іверської ікони Божої Матері названі жіночі монастирі у селі Голуби Рівненської єпархії Української православної церкви (УПЦ МП), а також у місті Донецьку, але він зазнав значних руйнувань.
Чудотворна Іверська ікона Божої Матері зі Святої Гори Афон з 1905 року знаходиться Свято-Троїцькому храмі у селі Гориньград Перший  Рівненського району  Рівненській області.
Лише рік перебувала ікона у Софроніївському монастирі на Сумщині. У 2001 році Іверську ікону було знайдено випадково, серед старих речей у одному старому хліві. Ніхто не міг упізнати в старій та зчорнілій дошці чудотворну ікону. Та одного разу під час свята Великої Пасхи один господар зайшов до своєї старої, вже закинутої, будівлі й побачив, що на дошці в дивовижний спосіб проявився о́браз Божої Матері. Витерши з ікони пил, той чоловік зрозумів, що вона належить Софроніївському монастирю (на ній був напис), і 19 травня 2001 року її було передано до обителі. Та вже за рік вона безслідно зникла.

## Дні святкування
- у вівторок Світлої седмиці (перехідне святкування) — набуття первообраза в морі біля гори Афон;
- 12 лютого (25 лютого) — перенесення списку Іверської ікони в монастир на Валдаї в 1656 році;
- 13 жовтня (26 жовтня) — урочиста зустріч і перенесення в 1648 році в Москву списку ікони, посланого цареві Олексію Михайловичу з Афону;
- 23 квітня (6 травня) — друге знайдення найдавнішого московського образу (списку) ікони у 2012 році, коли відбулася його передача Історичним музеєм Російської православної церкви (нині список знаходиться в Новодівичому монастирі)[8];
- у деяких календарях додатково вказують також 31 березня (13 квітня), можливо, це пов'язано з перехідною датою вівторок Світлої седмиці: за переказами, перше явище ікони в море ченцям Афонського монастиря відбулося у вівторок Світлої седмиці, яке припадало в тому році на 31 березня, по іншим неперевіреними даними — на 27 квітня;

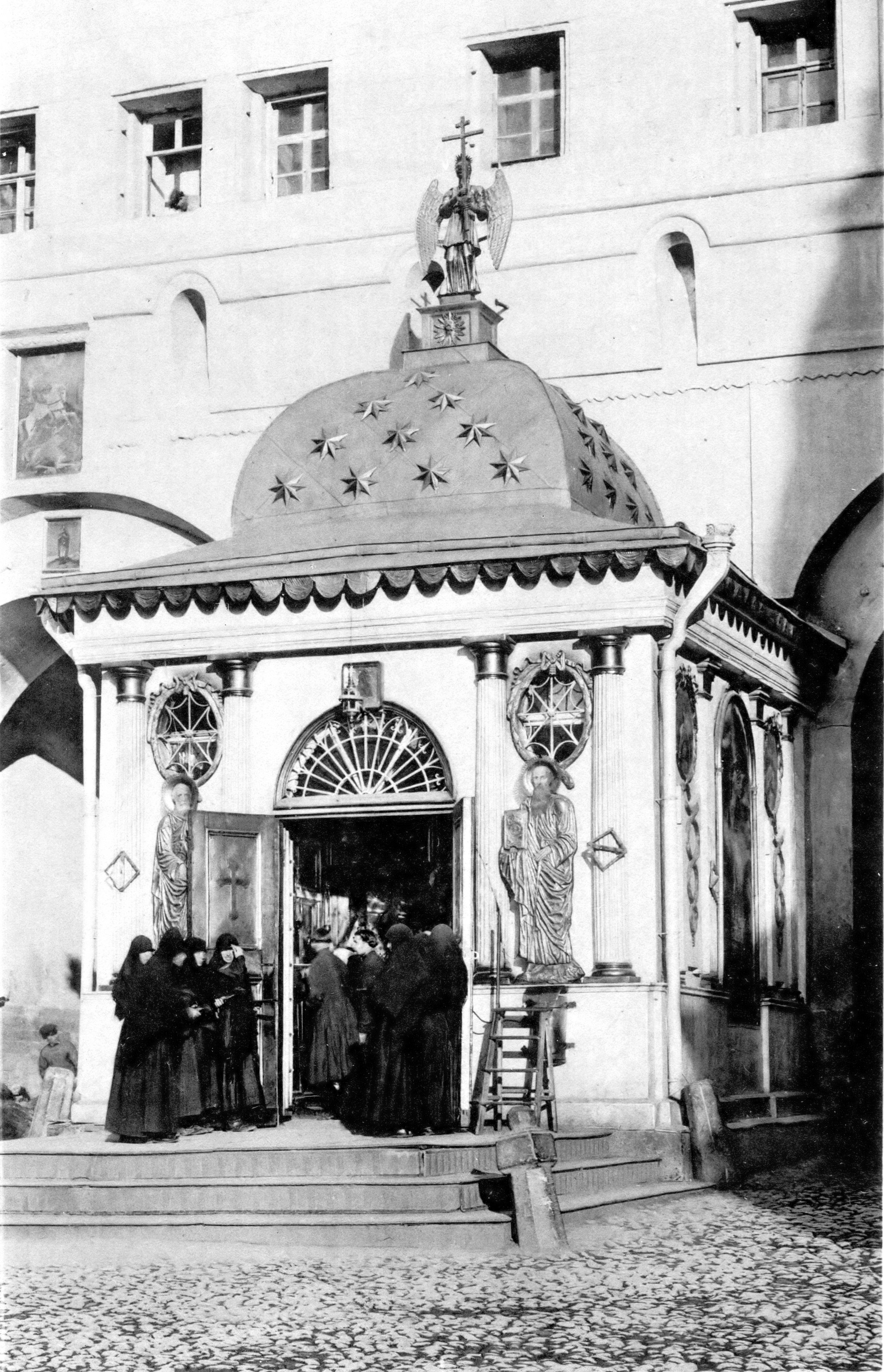
Іверська каплиця біля Воскресенських воріт (фото Карла Фішера, 1900-і)

## Монреальська Іверська ікона
Монреальська Іверська ікона — список Іверської ікони Божої Матері, написаний в 1981 році на Афоні грецьким ченцем Хризостомом. За численними свідченнями, ікона безперервно мироточила протягом 15 років[джерело?]. У 1997 році її зберігач Йосип Муньос був убитий, а ікона безслідно зникла.